# Tórtoles de Esgueva
Tórtoles de Esgueva è un comune spagnolo di 458 abitanti situato nella comunità autonoma di Castiglia e León.
Il comune comprende la località di Villovela de Esgueva.